# Kelsey Owusu
Kelsey Owusu Aninkorah-Meisel (* 19. Juni 2004 in Hamburg) ist ein deutsch-ghanaischer Fußballspieler. Der Flügelspieler wurde überwiegend beim Hamburger SV ausgebildet und spielt aktuell bei Rot-Weiss Essen.

## Karriere

### Im Verein
Owusu wurde in Hamburg geboren und begann 2011 im Stadtteil Horn beim Horner TV mit dem Fußballspielen, ehe er 2015 in die Jugend des USC Paloma Hamburg wechselte. Zur Saison 2016/17 wurde er kurz nach seinem 12. Geburtstag in das Nachwuchsleistungszentrum des Hamburger SV aufgenommen. In der Saison 2019/20 war Owusu mit den B2-Junioren (U16) in der zweitklassigen B-Junioren-Regionalliga Nord aktiv und kam im Frühjahr 2020 zwei Mal für die B1-Junioren (U17) in der B-Junioren-Bundesliga Nord/Nordost zum Einsatz, ehe die Spielzeit ab März 2020 aufgrund der COVID-19-Pandemie nicht fortgesetzt werden konnte. In der Saison 2020/21 gehörte der 16-Jährige fest der U17 an, konnte aber nur 3 Bundesligaspiele (ein Tor) absolvieren, da der Spielbetrieb ab November 2020 aufgrund der Corona-Pandemie erneut beendet wurde.
Zur Saison 2021/22 rückte der Flügelspieler zu den A-Junioren (U19) auf. Dort spielte der 17-Jährige unter Oliver Kirch in der A-Junioren-Bundesliga Nord/Nordost und kam parallel für die zweite Mannschaft in der viertklassigen Regionalliga Nord zu ersten Einsätzen im Herrenbereich. Im Dezember 2021 durfte Owusu, der für die U19 bis dahin in 10 Spielen 6 Tore erzielt hatte, unter dem Cheftrainer Tim Walter mit der Profimannschaft trainieren, die in der 2. Bundesliga spielte. Die Wintervorbereitung im Januar 2022 absolvierte er jedoch nicht mit den Profis. Da klar war, dass Owusu den Verein am Saisonende verlassen wird, folgten im weiteren Saisonverlauf keine Einladungen in das Profitraining mehr. Er beendete die Saison mit 17 Bundesligaeinsätzen (15-mal Startelf) für die U19, in denen er 6 Tore erzielte, sowie 6 Regionalligaeinsätzen als Einwechselspieler für die zweite Mannschaft.
Zur Saison 2022/23, seinem letzten Jahr bei den Junioren, wechselte Owusu zur U19 des FC Schalke 04. Unter Norbert Elgert kam er in der A-Junioren-Bundesliga West in 14 von 16 Spielen zum Einsatz, stand 10-mal in der Startelf und erzielte 6 Tore. Die Schalker verpassten auf dem 3. Platz den Einzug in die Endrunde um die deutsche Meisterschaft um einen Punkt. Da nur eine Hinrunde ausgetragen wurde, endete die Saison im März 2023. In der kurz darauf folgenden Länderspielpause trainierte Owusu unter Thomas Reis mit der Bundesligamannschaft und kam in einem Testspiel zum Einsatz. Ende April 2023 stand die U19 noch im Finale des DFB-Pokals der Junioren; bei der 3:4-Niederlage nach Verlängerung gegen den 1. FC Köln erzielte Owusu den zwischenzeitlichen 3:2-Führungstreffer.
Zur Saison 2023/24 wurde Owusu in den Kader der zweiten Mannschaft integriert. In 26 Regionalligaspielen erzielte er 8 Tore.
In der neuen Spielzeit war Owusu in 4 Regionalligaspielen 2-mal erfolgreich, ehe er Ende August 2024 in die 3. Liga zu Rot-Weiss Essen wechselte.

### In der Nationalmannschaft
Owusu kam im Mai 2022 unter Guido Streichsbier einmal in der deutschen U18-Nationalmannschaft zum Einsatz.